# Lembos spinicarpus
Lembos spinicarpus är en kräftdjursart som beskrevs av Arthur Sperry Pearse 1912. Lembos spinicarpus ingår i släktet Lembos och familjen Aoridae.

## Underarter
Arten delas in i följande underarter:
- L. s. spinicarpus
- L. s. inermis